# 조민준 (축구 선수)
조민준(1996년 4월 16일 ~ )는 대한민국의 축구 선수로, 포지션은 미드필더이다.